# Scaglia bianca
Scaglia bianca è il nome di una litologia calcarea micritica, sedimentata in ambiente marino pelagico. Affiorante nell'Appennino Umbro-Marchigiano, essa è costituita da un calcare ben stratificato a grana fine dal colore bianco panna. 
Spesso contiene un notevole quantitativo di selce di colore nero, talvolta rosato. Il suo contenuto fossilifero è costituito prevalentemente da foraminiferi planctonici, Planomaline e Rotalipore.
Al suo interno a circa 6-8 metri dal passaggio alla scaglia rossa è registrato un livello anossico noto come Livello Bonarelli ricco di materiale organico, in onore al geologo Guido Bonarelli.